# 설채현
설채현(1985년 4월 24일 ~ )은 대한민국의 동물훈련사 및 수의사이다. 또한 유튜브 채널인 '설채현의 DOG설TV'를 별도로 운영하고 있다.

## 경력
- 그녀의 동물병원 원장
- 미국 KPA 공인 트레이너
- 서울청담씨티칼리지 반려동물계열 디렉터 (2018년 ~ )

## 학력
- 안양고등학교 졸업
- 건국대학교 수의과대학 학사 (2004년 ~ 2010년)

## 방송 프로그램
소개된 하기 프로그램들만 기재한다. 다만, 가끔 출연한 프로그램들(TV 동물농장, 잘살아보시개, 고양이를 부탁해, 뉴스 등은 기재 대상에서 배제)은 목록에서 제외된다.
- 채널A 개밥 주는 남자 - 자문 수의사 (초청)[1]
- EBS 1TV 세상에 나쁜 개는 없다 - 시즌 3 - 공식 전문가 (2018년 4월 20일 방송 분부터 고정 출연)
- tvN 대화가 필요한 개냥 - 전문가 (나응식과 함께 출연)
- MBC TV 하하랜드 - 시즌 2 - 자문 수의사 (초청)
- MBC TV 오래봐도 예쁘다 - 전문가 (김명철 수의사와 함께 진행 및 출연)
- SBS 플러스 똥강아지들 - 전문가 (6회 편성분까지만 출연)
- KBS 2TV 사장님 귀는 당나귀 귀 - 게스트 (52회)
- SBS 파워FM 최화정의 파워타임 - 2020년 1월 17일 편성분에 한하여 나응식 수의사와 공동 출연
- EBS 1TV 건축탐구 - 집
- MBC 에브리원 달려라 댕댕이 - MC

## 드라마
- KBS 2TV 좀비탐정 - 동물조련사 (특별출연)

## 관련 인물
- 강형욱
- 이웅종
- 나응식 - 고양이 전문 행동 수정 전담 수의사
- 김명철 - 고양이 전문 수의사
- 서호빈
- 제이디 (정다영)
- 알렉스
- 혜별
- 박보연 (훈련사)
- 조우재 (트레이너)
- 변우진 (애견 트레이너 코치이자 영화배우)
- 정광일
- 이찬종
- 장민석 (행동 전문 트레이너 겸 수의사)
- 이태형